# Ganoderma cupreolaccatum
Ganoderma cupreolaccatum är en svampart som först beskrevs av Károly Kalchbrenner, och fick sitt nu gällande namn av Z. Igmándy 1968. Ganoderma cupreolaccatum ingår i släktet Ganoderma och familjen Ganodermataceae.   Inga underarter finns listade i Catalogue of Life.